# احتجاجات مؤيدة للفلسطينيين في الجامعات الهولندية 2025
نُظّمت احتجاجات مؤيدة للفلسطينيين في عام 2025 في الجامعات الهولندية، شملت مشاركة الطلاب والموظفين في سلسلة من المظاهرات ومخيمات الاعتصام واحتلال مباني الجامعات، مطالبين بإنهاء العلاقات المؤسسية مع المنظمات الأكاديمية والبحثية الإسرائيلية ردًا على الحرب المستمرة على غزة والعمليات العسكرية الإسرائيلية بشأن الإبادة الجماعية للفلسطينيين.

## الخلفية
بدأت الاحتجاجات ضد الإبادة الجماعية في غزة والعلاقات بين الجامعات الهولندية والمؤسسات الإسرائيلية في وقت مبكر من أكتوبر 2023، ولكنها تصاعدت في ربيع عام 2025 في أعقاب الهجوم الإسرائيلي على رفح، والوعي المتزايد بجرائم الحرب التي ارتكبها الجيش الإسرائيلي، وانتشار الاحتجاجات في الحرم الجامعي في الولايات المتحدة وأوروبا.
كشف تحقيق أن الجامعات الهولندية تشارك في ما لا يقل عن 28 مشروعًا بحثيًا ممولًا من الاتحاد الأوروبي مع شركاء إسرائيليين قد يستفيد منها الجيش الإسرائيلي، على الرغم من القواعد التي تفرض الاستخدام المدني فقط. وطالب المتظاهرون بمقاطعة إسرائيل أكاديمياً، وسحب الاستثمارات من الشركات التي تزود الجيش الإسرائيلي بالأسلحة، والشفافية الكاملة بشأن التعاون المؤسسي.

## الجامعات المعنية

### جامعة تيلبورغ
في 30 يناير/كانون الثاني، أنهت الشرطة احتلال منظمة التضامن مع فلسطين في تيلبورغ للممر الزجاجي في مبنى كوبنهاجن بجامعة تيلبورغ. وشارك في التظاهرة نحو 40 متظاهرا، بينهم طلاب وموظفون، احتجاجا على رفض الجامعة قطع العلاقات مع المؤسسات الإسرائيلية. غادر معظم المتظاهرين المكان طواعية بعد صدور أمر من الشرطة، لكن خمسة منهم ظلوا في أماكنهم وتم إخراجهم دون اعتقالات. وطالب المتظاهرون إما بتسليم رسالة مفتوحة إلى القس ويم فان دي دونك أو بإجراء مناقشة عامة. رفضت الجامعة هذا الطلب، مؤكدة أنها منفتحة على الحوار ولكن ليس تحت الضغط، واعتبرت احتلال المبنى خطًا أحمر.

### جامعة أمستردام
في 14 أبريل/نيسان، احتل العشرات من الناشطين المؤيدين للفلسطينيين مبنى ماجدنهاوس، المبنى الإداري الرئيسي لجامعة أمستردام. أُمر الموظفون بالمغادرة، وتم إغلاق المداخل، وتم عرض اللافتات والأعلام الفلسطينية على النوافذ. وطالب المحتلون بقطع كافة العلاقات مع المؤسسات الإسرائيلية فوراً. رفضت الجامعة التفاوض مع المحتلين الملثمين وقدمت تقريرًا للشرطة. وانتهت الاحتجاجات بتدخل الشرطة.
في الثاني من يونيو/حزيران، أعاد المتظاهرون إقامة مخيم احتجاجي في حرم جامعة روتيرسيلاند، مطالبين الجامعة بقطع جميع العلاقات مع المؤسسات والشركات الإسرائيلية التي يزعم أنها متواطئة في الإبادة الجماعية في غزة. وتأتي هذه الاحتجاج في أعقاب تحركات مماثلة في وقت سابق من شهر مايو/أيار الماضي، واستقطبت أكثر من 50 مشاركًا. وأطلق المتظاهرون على الحرم الجامعي اسم «حرم آلاء النجار» تخليدا لذكرى الطبيبة الغزية التي فقدت معظم أفراد عائلتها في غارة جوية إسرائيلية. وكانت المجالس الاستشارية لجامعة أمستردام قد حثت مؤخرا على تعليق التعاون مع المؤسسات الأكاديمية الإسرائيلية. وفي حين اعترف رئيس جامعة أمستردام بيتر بول فيربيك للمرة الأولى بوجود عنف إبادة جماعية في غزة، فإنه لم يعتمد بعد توصيات المجالس.

### جامعة دلفت للتقانة
في 22 أبريل، تلقى 400 أستاذ جامعي في جامعة دلفت حزم معلومات كجزء من مبادرة شعبية لرفع مستوى الوعي حول دور الجامعة في الإبادة الجماعية المزعومة المستمرة، والإجراءات المحتملة، والمسارات للتغيير. تم تنظيم هذه الحملة من قبل انتفاضة طلاب دلفت وموظفي جامعة دلفت للتكنولوجيا والطلاب والحلفاء، وتضمنت الحملة كتاب مايا ويند ‏ «أبراج العاج والفولاذ ‏» والمنشورات المخصصة. تعمل مؤسسات مثل جامعة دلفت للتكنولوجيا على تقنيات الاستخدام المزدوج مع شركات مثل شركة الصناعات الجوية الإسرائيلية.
في 5 يونيو/حزيران، احتل أكثر من مئة متظاهر مؤيد لفلسطين مكتبة جامعة دلفت للتكنولوجيا سلميًا. بدأت المظاهرة قرب مبنى «بالس» وامتدت عبر الحرم الجامعي مرددين هتافات مثل «الحرية لفلسطين». لاحقًا، دخلت المجموعة المكتبة ورفعت لافتة تنتقد علاقات جامعة دلفت للتكنولوجيا بالمجمع العسكري الإسرائيلي. وظل الاحتجاج سلميًا حتى الآن، دون أي تدخل من الشرطة أو الأمن.

### جامعة لايدن
في 6 مايو، تصاعدت حدة المظاهرة في مبنى جامعة ليدن فيجنهافن في لاهاي عندما تحصنت مجموعة صغيرة من المتظاهرين بالداخل، مما دفع الشرطة إلى التدخل. وبينما غادر معظم المتظاهرين بسلام، تم اعتقال أولئك الذين رفضوا ذلك بعد محاولتهم الفرار عبر مخارج الطوارئ. واستشهدت الجامعة بمخاوف تتعلق بالسلامة، وإلحاق الضرر بالممتلكات، وتعطيل التدريس كأسباب لإشراك جهات إنفاذ القانون. وأشارت التقارير إلى اعتقال أكثر من 70 شخصًا وإصابة العديد من المتظاهرين. وقد أنشأت الجامعة لجنة لمراجعة التعاون مع المؤسسات الإسرائيلية.

### جامعة رادبود نايميخن
في 7 مايو/أيار، في جامعة رادبود، احتل النشطاء مبنى بيرشمانيانوم لفترة وجيزة. رفض ممثل الجامعة التفاوض مع المحتجين. أدت عمليات الشرطة في الحرم الجامعي إلى اعتقال ثلاثة أشخاص، مع بعض الحوادث التي تنطوي على استخدام الهراوات والكلاب البوليسية، مما أدى إلى إصابة أحد المتظاهرين بجروح من عضة كلب بوليسي. في 13 مايو، أعاد المتظاهرون إقامة معسكر بالقرب من مبنى هويجنز في الحرم الجامعي، واستمر ذلك دون انقطاع حتى الأول من يونيو.

### جامعة أترخت
في أواخر شهر مارس/آذار، قام ناشطون مؤيدون للفلسطينيين بتقييد أنفسهم بمدخل مبنى الإدارة في جامعة أوتريخت في منتزه أوتريخت للعلوم ‏، مما أدى إلى إغلاق المدخل مؤقتًا.
في 7 مايو، وبعد مرور عام على المحاولة السابقة لإقامة مخيم طلابي في نفس الموقع، أقام المتظاهرون خيامًا ولافتات في ساحة المكتبة الأكاديمية بالجامعة. تم إنشاء المخيم كموقع احتجاج دائم ويتميز بجلسات تعليمية يومية وورش عمل ومحاضرات عامة وعرض أفلام وثائقية ومناقشات مجتمعية. تم تسمية المخيم تكريمًا للصحفي الفلسطيني حسام شبات الذي قُتل في 24 مارس 2025 في غارة جوية إسرائيلية.
في 19 مايو/أيار، احتلّ المتظاهرون أيضًا مبنى جامعة دريفت 13، وواجهوا تدخلًا من الشرطة. دخلت الشرطة المبنى وأخرجت الطلاب بالقوة. خارج المبنى، تعرّض عدد من المتظاهرين أيضًا لعنف الشرطة، وأصيب بعضهم بجروح. وألقت شرطة مكافحة الشغب القبض على 49 شخصا بتهمة التعدي على ممتلكات الغير ونقلتهم بالحافلة إلى مكان آخر في أوتريخت، وأفرج عن معظمهم في وقت لاحق من تلك الليلة. وتعرضت تصرفات الشرطة لانتقادات من قبل العديد من مجموعات الموظفين داخل الجامعة ومن قبل رئيس بلدية أوتريخت.
في 3 يونيو، احتل المتظاهرون بشكل سلمي مبنى جامعي آخر في يانسكيرخوف 15 أ، بدعوى عدم كفاية الإجراءات التي اتخذتها الجامعة. لم يتم تعطيل أي محاضرات. وبعد قضاء ليلة كاملة، أصدرت الشرطة والمجلس التنفيذي إنذارًا نهائيًا بالإخلاء، مما دفع النشطاء إلى مغادرة المبنى بشكل سلمي وطوعي.

### جامعة إراسموس روتردام
في 13 مايو/أيار، أقام النشطاء مخيم احتجاجي في ساحة إيراسموس بجامعة إيراسموس روتردام. وعلى الرغم من أن قواعد الجامعة تحظر المبيت، فقد تم التسامح معهم بسبب التواصل الجيد مع الجامعة. وتهدف الاحتجاجات إلى التخفيضات والعلاقات مع المؤسسات الإسرائيلية وصناعة الوقود الأحفوري. وأكد متحدث باسم الجامعة أن المظاهرات مسموح بها طالما ظلت سلمية ولا تعطل التعليم أو البحث أو السلامة.

### جامعة ماسترخت
في 25 مايو/أيار، قامت مجموعة طلابية في جامعة ماستريخت بإغلاق مداخل العديد من كليات الجامعة احتجاجًا على علاقات المؤسسة بالجامعات الإسرائيلية. وطالب المتظاهرون الجامعة بقطع الشراكات الأكاديمية، وخاصة مع الجامعة العبرية في القدس، مشيرين إلى دورها المزعوم في تطبيع السياسات الإسرائيلية تجاه الفلسطينيين. واستمرت عمليات حصار مباني الجامعة لعدة ساعات وظلت سلمية، على الرغم من بعض المواجهات. وفي وقت لاحق من الأسبوع، نظمت المجموعة إضرابات إضافية.

## ردود الفعل
في 14 مارس/آذار، أعلنت جامعة أمستردام أنها ستعلق إلى أجل غير مسمى برامج التبادل الطلابي مع الجامعة العبرية في القدس، وذلك بناء على توصيات من لجنة عينتها الجامعة بشأن «الشراكات الحساسة». وجاء القرار بناء على مخاوف بشأن علاقات الجامعة بالجيش الإسرائيلي وفشلها في النأي بنفسها عن انتهاكات حقوق الإنسان المزعومة في غزة. يمكن للطلاب الإسرائيليين الموجودين بالفعل في أمستردام إكمال دراستهم، ولكن التبادلات الجديدة متوقفة.
في الثامن من مايو/أيار، أعلنت جامعة تيلبورغ أنها علقت علاقاتها المؤسسية مع جامعتي بار إيلان وريتشمان في إسرائيل، مشيرة إلى ارتباطهما الوثيق بالجيش الإسرائيلي. وجاء القرار بناء على توصية قدمتها لجنة عينتها الجامعة وتضم أربعة أساتذة. وبحسب الجامعة، فإن محاولات بدء حوار مع المؤسستين باءت بالفشل. وتستمر المحادثات مع الجامعة العبرية في القدس، حيث أشار تيلبورج إلى أهمية التعامل مع الأصوات الناقدة داخل المجتمع الإسرائيلي.
في 16 مايو، أعلنت جامعة أوتريخت أنها ستنهي التعاون البحثي مع وزارة الصحة الإسرائيلية وستوقف بشكل دائم برنامج التبادل الطلابي مع جامعة حيفا. وبينما ستستمر معظم أشكال التعاون القائمة، أعلنت الجامعة أنها لن تقيم علاقات جديدة مع المؤسسات الإسرائيلية في الوقت الراهن. وسيتم تشكيل لجنة لوضع إطار أخلاقي للشراكات التي تشمل البلدان المتورطة في نزاعات مسلحة أو انتهاكات لحقوق الإنسان. كما أدانت الجامعة الإجراءات الإسرائيلية في غزة، مشيرة إلى «العنف الإبادي» والحصار المستمر.
في 22 مايو، أعلنت جامعة رادبود في نايميخين أنها ستنهي تعاونها المؤسسي مع جامعة تل أبيب والجامعة العبرية. وجاء هذا القرار في أعقاب الاحتجاجات المستمرة في الحرم الجامعي، ونتيجة للجنة التي توصلت إلى أن انتهاكات إسرائيل لحقوق الإنسان في فلسطين «خطيرة ومنهجية»، وأن هذه الجامعات تساهم في بعض هذه الانتهاكات.
في 5 حزيران/ يونيو، أعلنت جامعة إراسموس روتردام عن تجميد تعاونها مع ثلاث جامعات إسرائيلية–جامعة بار إيلان، والجامعة العبرية في القدس، وجامعة حيفا–بسبب مخاوف من احتمال تورطها في انتهاكات حقوق الإنسان. وقد أوقفت برامج التبادل والشراكات البحثية الجديدة، على الرغم من استمرار السماح بالاتصالات الأكاديمية الفردية. ويأتي هذا القرار في أعقاب تقرير نقدي من لجنة استشارية مستقلة أشار إلى العلاقات العسكرية والأنشطة البحثية المثيرة للجدل في الأراضي الفلسطينية المحتلة.

## وصلات خارجية
- academiccomplicity.nl/، موقع ويب للمحتجين يوضح الروابط بين الجامعات الهولندية والشركات والمعاهد الإسرائيلية